# Tours-sur-Meymont
Tours-sur-Meymont é uma comuna francesa na região administrativa de Auvérnia-Ródano-Alpes, no departamento Puy-de-Dôme. Estende-se por uma área de 18,25 km². Em 2010 a comuna tinha 538 habitantes (densidade: 29,5 hab./km²).